# Îles Lavezzi
Pour les articles homonymes, voir Lavezzi.
Les îles Lavezzi sont un archipel de 23 îles, îlots  et récifs granitiques situé à 10 kilomètres au sud-est de Bonifacio, en Corse-du-Sud. Il s'agit du point le plus méridional de la France métropolitaine. L'archipel tire son nom de l'une de ses îles : l'île Lavezzo.

## Géographie

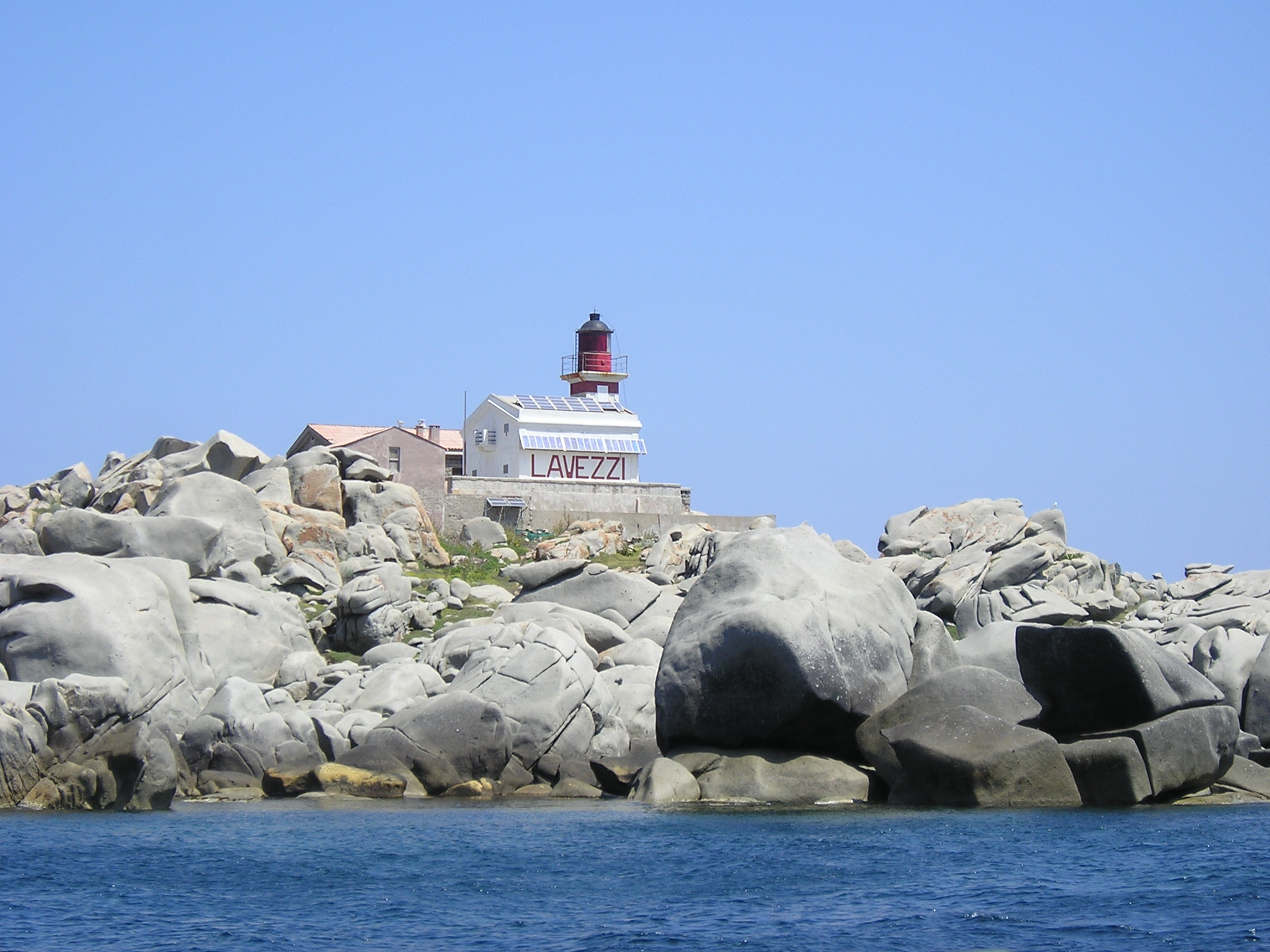
Phare et blocs granitiques sur l'île Lavezzo.

Les Bouches de Bonifacio, entre la Corse et la Sardaigne, sont occupées par deux archipels : les Lavezzi au nord et l'archipel italien de la Maddalena au sud. Ces îles baignent dans une mer turquoise et émeraude, l'une des eaux les plus claires de Corse. 
L'archipel des Lavezzi, d'une superficie émergée d'environ 200 hectares[réf. nécessaire] et d'une altitude maximale de 39 mètres, se situe dans les Bouches de Bonifacio. 
L'accès à l'archipel se fait uniquement par voie maritime. La traversée dure une vingtaine de minutes par la navette depuis le port de Bonifacio. En voilier, l'accès y est délicat et demande attention et méfiance de la part du skipper, les chenaux d'accès étant rares, sinueux et peu visibles.
Les principales îles et îlots de l'archipel sont, du nord au sud :
- Le grand îlot Porraggia ;
- L'île Ratino ;
- L'île Piana ;
- Le grand îlot Sperduto et l'écueil de Sperduto, le plus à l'est de l'archipel (41° 21′ 54″ N, 9° 18′ 58″ E) ;
- L'île de Cavallo, la seule à être habitée, avec ses deux îlots : San Baïnso et Camaro Canto ;
- L'île Lavezzo, sur laquelle se situe le phare construit dès 1874[2] et deux cimetières marins. Au sud de l'île se trouve l'îlot de la Sémillante, dit îlot de la pyramide, sur lequel a été érigée uns stèle commémorative du naufrage de 1855.

Le point émergé le plus au sud de la France métropolitaine est l'écueil de Lavezzi (41° 19′ 01″ N, 9° 15′ 13″ E)

## Histoire
Il a été découvert des traces humaines sur ce site datant de l'époque préhistorique, notamment plusieurs abris sous roche remontant au néolithique. Des vestiges d'un port romain et d'une chapelle du VIIe siècle ont également été retrouvés. 

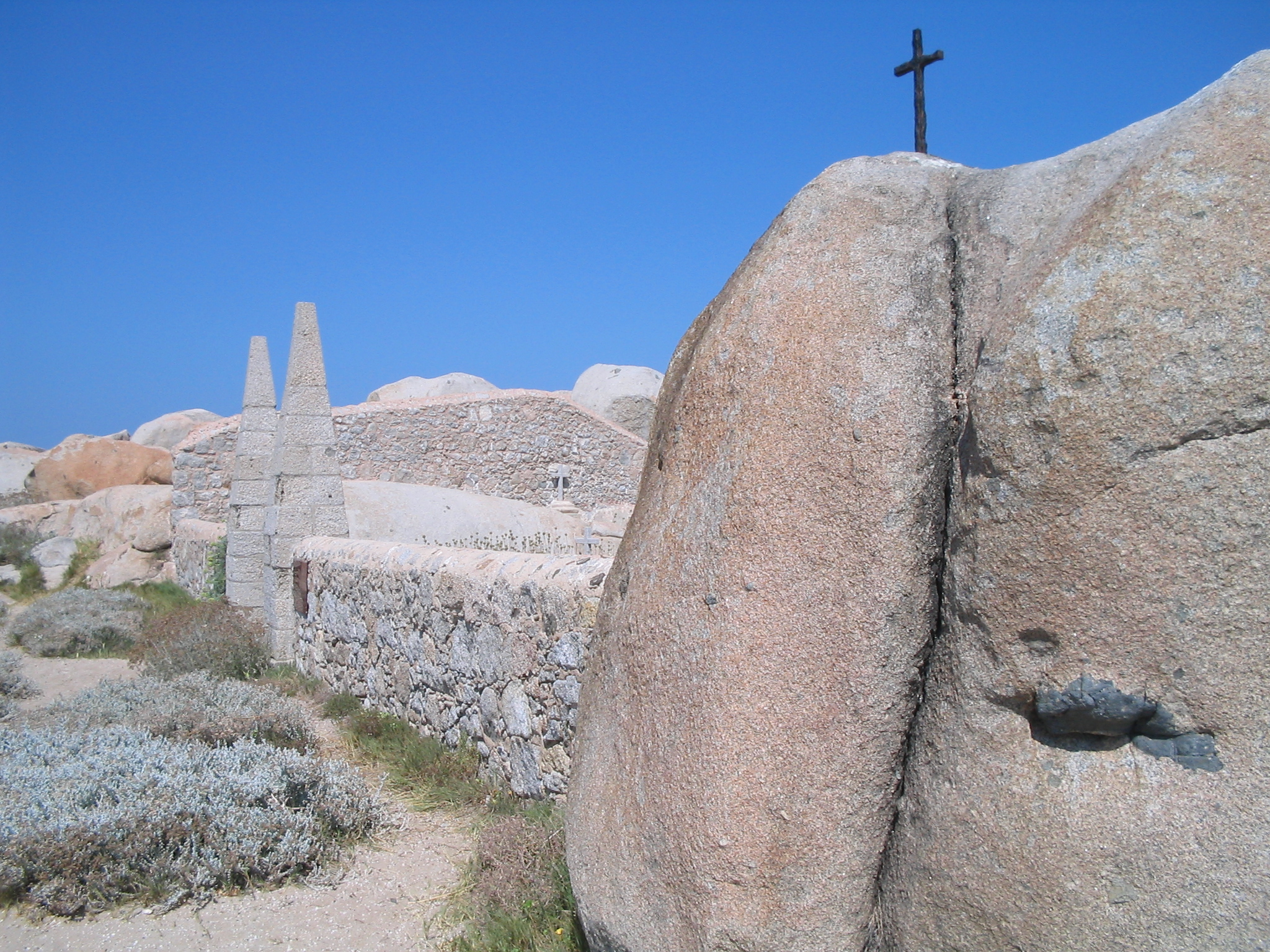
Cimetière de La Sémillante.

L'archipel fut, en 1855, le théâtre du naufrage de la frégate La Sémillante. Ce fut l'une des plus lourdes catastrophes en pertes humaines dans l’histoire de la marine française. Quand la frégate quitta le port de Toulon, le 14 février 1855, il y avait à son bord 380 marins et 393 soldats en partance pour la guerre de Crimée. C’est aux abords des Bouches de Bonifacio que le navire de guerre fut pris dans une violente tempête. Brisé sur un écueil, il coula dans la nuit du 15 au 16 février. Tout l’équipage, mais aussi tous les fantassins, périrent dans cette tragédie.
Seuls 560 corps furent ramenés sur les côtes par les courants. Les défunts reposent dans les deux cimetières de l’île, Acharino à l'ouest et Furcone à l'est. Un autel leur est également dédié.  

## Écologie
Les îles Lavezzi ont été constituées en réserve naturelle en 1982. Depuis 1999, elles font partie de la réserve naturelle des bouches de Bonifacio et sont intégrées, avec le parc italien de la Maddalena, dans le parc marin international des bouches de Bonifacio (P.M.I.B.B.), géré par un groupement européen de coopération territoriale (constitué en décembre 2012).
En plus de Cavallo, habitée et qui ne fait pas partie de la réserve, Piana, Lavezzo et l'îlot de la Sémillante, sont les seules îles de l'archipel où le débarquement de personnes est autorisé.

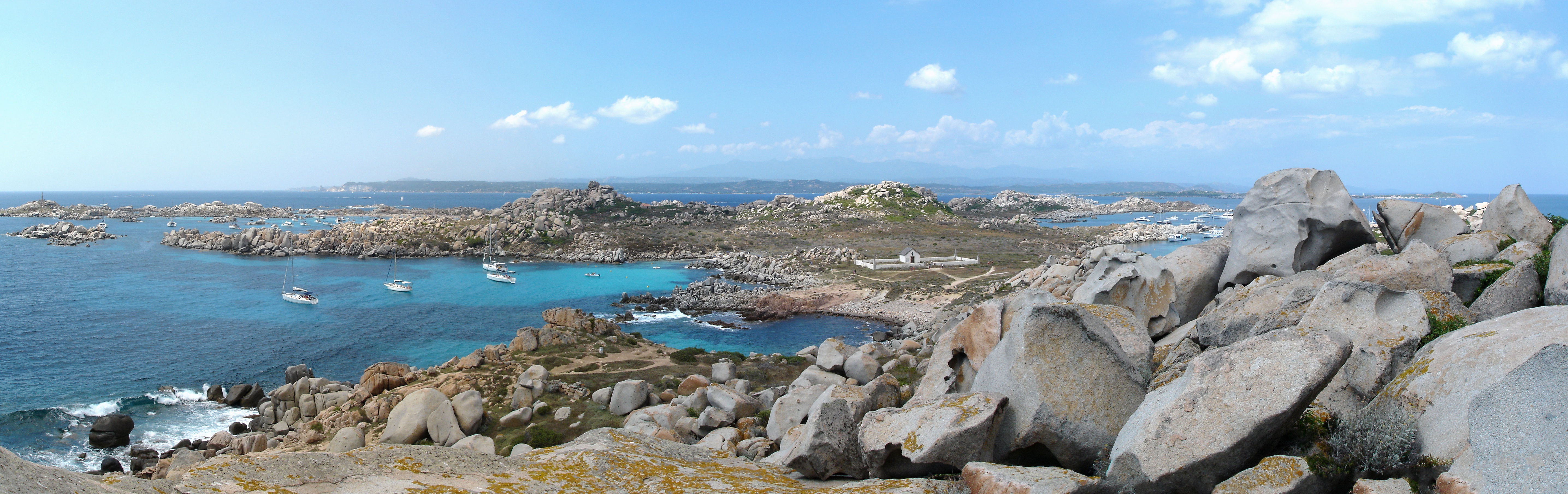
Paysage des îles Lavezzi.

## Sports
Le dédale d'îlots et récifs granitiques peut être parcouru avec un voilier mais il est recherché aussi pour une journée de promenade parmi les plus insolite de la randonnée dans les îles de Méditerranée .
Un sentier sous-marin est prévu pour l'exploration sous-marine légère, par deux mètres de fond. Des dizaines de mérous, pesant pour certains quarante kilos, peuvent être vus via la plongée plus profonde sur le site dit de "Mérouville". 

## Tournage
Durant l'été 1952, l'archipel est l'un des lieux de tournage principaux du film Manina, la fille sans voiles, réalisé par Willy Rozier et sorti l'année suivante (avec la jeune Brigitte Bardot dans le rôle-titre, y incarnant la fille du gardien du phare des îles Lavezzi).
En 1972, le film Liza de Marco Ferreri y est aussi tourné, avec Catherine Deneuve dans le rôle-titre.